# 빅토리 (영화)
《빅토리》는 2024년 하반기에 공개된 대한민국의 영화이다. 실화를 기반으로 한 영화로 1984년 거제고등학교에서 결성된 대한민국 최초의 여고 치어리딩 팀인 '새빛들'의 이야기를 바탕으로 하고 있다. 극적 요소를 더하기 위해서, 1984년을 1999년으로 설정하고 새빛들을 밀레니엄 걸즈로 변경하였다.

## 제작진

### 주연
- 이혜리 : 추필선 역
- 박세완 : 장미나 역
- 이정하 : 윤치형 역
- 조아람 : 김세현 역

### 조연
- 최지수 : 배소희 역
- 백하이 : 정순정 역
- 권유나 : 권용순 역
- 염지영 : 염상미 역
- 이한주 : 고유리 역
- 박효은 : 방지혜 역
- 이찬형 : 동현 역
- 현봉식 : 추우용 역
- 주진모 : 윤정진 교장 역
- 차주완 : 천진탁 역
- 이미도 : 국어 선생 역
- 한종훈 : 김형우 역
- 방정민 : 거제상고 축구부 1 역

### 단역
- 이유한 : 현대중앙고 축구부 역
- 김소연 : 선혜 역
- 손병욱 : 학주 역
- 공훈 : 영어 선생 역
- 이시훈 : 오 코치 역
- 지이수 : 현대중앙고 치어리더 역
- 서수희 : 연우 역
- 장한길: 부산 재일고 남학생 역

## 특별출연
- 미연

## 여담
- 학교신 촬영 장소가 순천금당고등학교이며, 극 중에서 미나는 중국집 딸로 나오는데, 가게 이름이 미나반점이다. 또한 중국집 장면과 일부 로케이션의 경우, 거제시 둔덕면 일대에서 촬영했다.[4] 싸우는 장면은 전북 김제시 이삭토스트 로타리에서 촬영했다.